# Бурково (Смоленская область)
Бурково — деревня в Тёмкинском районе Смоленской области России. Входит в состав Павловского сельского поселения. Население — 112 жителей (2007 год).
Расположена в восточной части области в 13 км к северо-востоку от Тёмкина, в 34 км северо-восточнее автодороги Р132 Вязьма — Калуга — Тула — Рязань, на берегу реки Истры. В 14 км юго-западнее деревни расположена железнодорожная станция Тёмкино на линии Вязьма — Калуга.

## История
В годы Великой Отечественной войны деревня была оккупирована гитлеровскими войсками в октябре 1941 года, освобождена в марте 1943 года.